# Скито-Калчина (Мачерата)
Скито-Калчина је насеље у Италији у округу Мачерата, региону Марке.
Према процени из 2011. у насељу је живело 26 становника. Насеље се налази на надморској висини од 538 м.